# Sigmund (voornaam)
Sigmund is een jongensnaam van Noordse oorsprong, met als stam Sig- of Sigis (overwinnaar) en de germaanse uitgang -mund (beschermer).
Tot 1992 was de naamdag 6 mei, vanaf 1993 is het 10 januari.

## Personen met de naam Sig(is)mund
- Sigmund Freud